# UCI World Tour 2025
Cet article concerne la compétition masculine. Pour la compétition féminine, voir UCI World Tour féminin 2025.
Navigation
Édition précédente Édition suivante
L'UCI World Tour 2025 est la quinzième édition de l'UCI World Tour, le successeur du ProTour et du calendrier mondial.

## Équipes
18 équipes sont inscrites en tant qu'UCI WorldTeam en 2025, les mêmes que la saison dernière, ces équipes ont l'obligation de participer à l'intégralité des courses du calendrier UCI World Tour. Les équipes Lotto (Belgique), Israel-Premier Tech (Israël) et Uno-X Pro (Norvège; uniquement pour les courses d'un jour) reçoivent une invitation systématique pour les courses UCI World Tour pendant l'année 2025.
| Code | Équipe                     | Lien 2025 | Propriétaire de la licence       | Pays                | Groupe     | Vélos            | Roues      | Pneumatiques | Création |
| ---- | -------------------------- | --------- | -------------------------------- | ------------------- | ---------- | ---------------- | ---------- | ------------ | -------- |
| ADC  | Alpecin-Deceuninck         | 2025      | Team Ciclismo Mundial            | Belgique            | Shimano    | Canyon           | Shimano    | Vittoria     | 2009     |
| ARK  | Arkéa-B&B Hotels           | 2025      | Pro Cycling Breizh               | France              | Shimano    | Bianchi          | Shimano    | Vittoria     | 2005     |
| TBV  | Bahrain Victorious         | 2025      | Bahrain World Tour Cycling Team  | Bahreïn             | Shimano    | Merida           | Vision     | Continental  | 2017     |
| COF  | Cofidis                    | 2025      | Cofidis Compétition EUSRL        | France              | Campagnolo | Look             | Campagnolo | Vittoria     | 1996     |
| DAT  | Decathlon AG2R La Mondiale | 2025      | EUSRL France Cyclisme            | France              | Shimano    | Van Rysel        | Swiss Side | Continental  | 1992     |
| EFE  | EF Education-EasyPost      | 2025      | Slipstream Sports LLC            | États-Unis          | Shimano    | Cannondale       | Vision     | Vittoria     | 2005     |
| GFC  | Groupama-FDJ               | 2025      | Société de Gestion de L'Echappée | France              | Shimano    | Wilier Triestina | Miche      | Continental  | 1997     |
| IGD  | Ineos Grenadiers           | 2025      | Tour Racing Limited              | Grande-Bretagne     | Shimano    | Pinarello        | Shimano    | Continental  | 2010     |
| IWA  | Intermarché-Wanty          | 2025      | Want You Cycling                 | Belgique            | Shimano    | Cube             | Shimano    | Continental  | 2008     |
| LTK  | Lidl-Trek                  | 2025      | Trek Factory Racing              | États-Unis          | SRAM       | Trek             | Bontrager  | Pirelli      | 2011     |
| MOV  | Movistar                   | 2025      | Abarca Sports S.L.               | Espagne             | SRAM       | Canyon           | Zipp       | Continental  | 1980     |
| RBH  | Red Bull-Bora-Hansgrohe    | 2025      | Ralph Denk pro cycling GmbH      | Allemagne           | SRAM       | Specialized      | Roval      | Specialized  | 2010     |
| SOQ  | Soudal Quick-Step          | 2025      | Decolef Lux Sarl                 | Belgique            | Shimano    | Specialized      | Roval      | Specialized  | 2003     |
| JAY  | Team Jayco AlUla           | 2025      | GreenEdge Cycling                | Australie           | Shimano    | Giant            | Cadex      | Vittoria     | 2012     |
| TPP  | Team Picnic PostNL         | 2025      | SMS Cycling B.V.                 | Pays-Bas            | Shimano    | Lapierre         | Shimano    | Vittoria     | 2005     |
| TVL  | Team Visma-Lease a Bike    | 2025      | Team Oranje Road BV              | Pays-Bas            | SRAM       | Cervélo          | Reserve    | Vittoria     | 1984     |
| UAD  | UAE Emirates Team XRG      | 2025      | CGS Cycling Team AG              | Émirats arabes unis | Shimano    | Colnago          | ENVE       | Continental  | 1990     |
| XAT  | XDS Astana Team            | 2025      | Olympus Sarl                     | Kazakhstan          | Shimano    | XDS              | Vision     | Vittoria     | 2007     |

## Courses
Le calendrier 2025 regroupe les trente-six compétitions phares du cyclisme sur route professionnel masculin, vingt et une courses d'un jour (1.WT) et quinze courses par étapes (2.WT) totalisant 144 étapes. En 2025 une nouvelle épreuve d'un jour fait son apparition : le Copenhagen Sprint.
Ces 36 courses sont classées en 6 catégories, chaque catégorie rapportant un nombre supérieur de points UCI au classement mondial UCI que la catégorie inférieure :
- catégorie 1 : 1 course à étapes (Tour de France), 1 300 points UCI au vainqueur,
- catégorie 2 : 2 courses à étapes (Tour d'Italie et Tour d'Espagne), 1 100 points UCI au vainqueur,
- catégorie 3 : 5 courses d'un jour (les cinq Monuments), 800 points UCI au vainqueur,
- catégorie 4 : 10 courses (6 courses à étapes et 4 courses d'un jour), 500 points UCI au vainqueur,
- catégorie 5 : 10 courses (4 courses à étapes et 6 courses d'un jour), 400 points UCI au vainqueur,
- catégorie 6 : 8 courses (2 courses à étapes et 6 courses d'un jour). 300 points UCI au vainqueur.

Trente compétitions ont lieu en Europe, deux en Asie, deux en Océanie et deux en Amérique du Nord.

## Calendrier et résultats
Les courses notées en gras sont les 5 monuments.
Les courses sur fond de bandeau de couleur sont les 3 grands tours.
| No | Date (nombre d'étapes)    | Nom de l'épreuve                  | Pays                | Cat | Vainqueur            | Deuxième            | Troisième             |
| -- | ------------------------- | --------------------------------- | ------------------- | --- | -------------------- | ------------------- | --------------------- |
| 1  | 21-26 janvier (6)         | Tour Down Under                   | Australie           | 4   | Jhonatan Narváez     | Javier Romo         | Finn Fisher-Black     |
| 2  | 2 février                 | Cadel Evans Great Ocean Road Race | Australie           | 6   | Mauro Schmid         | Aaron Gate          | Laurence Pithie       |
| 3  | 17-23 février (7)         | Tour des Émirats arabes unis      | Émirats arabes unis | 6   | Tadej Pogačar        | Giulio Ciccone      | Pello Bilbao          |
| 4  | 1er mars                  | Circuit Het Nieuwsblad            | Belgique            | 6   | Søren Wærenskjold    | Paul Magnier        | Jasper Philipsen      |
| 5  | 8 mars                    | Strade Bianche                    | Italie              | 5   | Tadej Pogačar        | Tom Pidcock         | Tim Wellens           |
| 6  | 9-16 mars (8)             | Paris-Nice                        | France              | 4   | Matteo Jorgenson     | Florian Lipowitz    | Thymen Arensman       |
| 7  | 10-16 mars (7)            | Tirreno-Adriatico                 | Italie              | 4   | Juan Ayuso           | Filippo Ganna       | Antonio Tiberi        |
| 8  | 22 mars                   | Milan-San Remo                    | Italie              | 3   | Mathieu van der Poel | Filippo Ganna       | Tadej Pogačar         |
| 9  | 24-30 mars (7)            | Tour de Catalogne                 | Espagne             | 5   | Primož Roglič        | Juan Ayuso          | Enric Mas             |
| 10 | 26 mars                   | Classic Bruges-La Panne           | Belgique            | 6   | Sebastián Molano     | Jonathan Milan      | Madis Mihkels         |
| 11 | 28 mars                   | E3 Saxo Bank Classic              | Belgique            | 5   | Mathieu van der Poel | Mads Pedersen       | Filippo Ganna         |
| 12 | 30 mars                   | Gand-Wevelgem                     | Belgique            | 4   | Mads Pedersen        | Tim Merlier         | Jonathan Milan        |
| 13 | 2 avril                   | À travers les Flandres            | Belgique            | 6   | Neilson Powless      | Wout van Aert       | Tiesj Benoot          |
| 14 | 6 avril                   | Tour des Flandres                 | Belgique            | 3   | Tadej Pogačar        | Mads Pedersen       | Mathieu van der Poel  |
| 15 | 7-12 avril (6)            | Tour du Pays basque               | Espagne             | 5   | João Almeida         | Enric Mas           | Maximilian Schachmann |
| 16 | 13 avril                  | Paris-Roubaix                     | France              | 3   | Mathieu van der Poel | Tadej Pogačar       | Mads Pedersen         |
| 17 | 20 avril                  | Amstel Gold Race                  | Pays-Bas            | 4   | Mattias Skjelmose    | Tadej Pogačar       | Remco Evenepoel       |
| 18 | 23 avril                  | Flèche wallonne                   | Belgique            | 5   | Tadej Pogačar        | Kévin Vauquelin     | Tom Pidcock           |
| 19 | 27 avril                  | Liège-Bastogne-Liège              | Belgique            | 3   | Tadej Pogačar        | Giulio Ciccone      | Ben Healy             |
| 20 | 29 avril-4 mai (6)        | Tour de Romandie                  | Suisse              | 4   | João Almeida         | Lenny Martinez      | Jay Vine              |
| 21 | 1er mai                   | Eschborn-Francfort                | Allemagne           | 6   | Michael Matthews     | Magnus Cort Nielsen | Jon Barrenetxea       |
| 22 | 10 mai-1er juin (21)      | Tour d'Italie                     | Italie              | 2   | Simon Yates          | Isaac Del Toro      | Richard Carapaz       |
| 23 | 8-15 juin (8)             | Critérium du Dauphiné             | France              | 4   | Tadej Pogačar        | Jonas Vingegaard    | Florian Lipowitz      |
| 24 | 15-22 juin (8)            | Tour de Suisse                    | Suisse              | 4   | João Almeida         | Kévin Vauquelin     | Oscar Onley           |
| 25 | 22 juin                   | Copenhagen Sprint                 | Danemark            | 6   | Jordi Meeus          | Alexis Renard       | Émilien Jeannière     |
| 26 | 5 juillet-27 juillet (21) | Tour de France                    | France              | 1   | Tadej Pogačar        | Jonas Vingegaard    | Florian Lipowitz      |
| 27 | 2 août                    | Classique de Saint-Sébastien      | Espagne             | 5   | Giulio Ciccone       | Jan Christen        | Maxim Van Gils        |
| 28 | 4-10 août (7)             | Tour de Pologne                   | Pologne             | 5   | Brandon McNulty      | Antonio Tiberi      | Matteo Sobrero        |
| 29 | 17 aout                   | ADAC Cyclassics Hamburg           | Allemagne           | 5   | Rory Townsend        | Arnaud De Lie       | Paul Magnier          |
| 30 | 20 août-24 aout (5)       | Renewi Tour                       | Belgique/ Pays-Bas  | 5   |                      |                     |                       |
| 31 | 23 août-14 septembre (21) | Tour d'Espagne                    | Espagne             | 2   |                      |                     |                       |
| 32 | 31 août                   | Bretagne Classic                  | France              | 5   |                      |                     |                       |
| 33 | 12 septembre              | Grand Prix cycliste de Québec     | Canada              | 4   |                      |                     |                       |
| 34 | 14 septembre              | Grand Prix cycliste de Montréal   | Canada              | 4   |                      |                     |                       |
| 35 | 11 octobre                | Tour de Lombardie                 | Italie              | 3   |                      |                     |                       |
| 36 | 14-19 octobre (6)         | Tour du Guangxi                   | Chine               | 6   |                      |                     |                       |

## Classements
Les classements UCI World Tour ne sont plus calculés depuis 2019. Ils sont remplacés par le classement mondial UCI.

## Victoires sur le World Tour
Les contre-la-montre par équipes ne sont comptabilisés que pour les équipes et les pays.
Ci-dessous les coureurs, équipes et pays ayant gagné au moins une course ou une étape d'une course sur l'édition 2025 du World Tour. Un total de 180 victoires individuelles ou par équipe (21 courses d'un jour, 15 classements généraux, 144 étapes) est à comptabiliser sur ce tableau de l'UCI World Tour 2025.
Résultats après la Cyclassics Hamburg 2025
| #  | Coureur                | Équipe                     | Vict. |
| -- | ---------------------- | -------------------------- | ----- |
| 1  | Tadej Pogačar          | UAE Team Emirates XRG      | 16    |
| 2  | João Almeida           | UAE Team Emirates XRG      | 9     |
| 3  | Jonathan Milan         | Lidl-Trek                  | 7     |
| 4  | Tim Merlier            | Soudal Quick-Step          | 6     |
| 4  | Mads Pedersen          | Lidl-Trek                  | 6     |
| 6  | Juan Ayuso             | UAE Team Emirates XRG      | 4     |
| 6  | Matthew Brennan        | Visma-Lease a Bike         | 4     |
| 6  | Olav Kooij             | Visma-Lease a Bike         | 4     |
| 6  | Mathieu van der Poel   | Alpecin-Deceuninck         | 4     |
| 10 | Remco Evenepoel        | Soudal Quick-Step          | 3     |
| 10 | Lenny Martinez         | Bahrain Victorious         | 3     |
| 10 | Primož Roglič          | Red Bull-Bora-Hansgrohe    | 3     |
| 10 | Sam Welsford           | Red Bull-Bora-Hansgrohe    | 3     |
| 14 | Thymen Arensman        | Ineos Grenadiers           | 2     |
| 14 | Kaden Groves           | Alpecin-Deceuninck         | 2     |
| 14 | Ben Healy              | EF Education-EasyPost      | 2     |
| 14 | Brandon McNulty        | Ineos Grenadiers           | 2     |
| 14 | Jordi Meeus            | Red Bull-Bora-Hansgrohe    | 2     |
| 14 | Jhonatan Narváez       | UAE Team Emirates XRG      | 2     |
| 14 | Quinn Simmons          | Lidl-Trek                  | 2     |
| 14 | Joshua Tarling         | Ineos Grenadiers           | 2     |
| 14 | Wout van Aert          | Visma-Lease a Bike         | 2     |
| 14 | Simon Yates            | Visma-Lease a Bike         | 2     |
| 24 | Vincenzo Albanese      | EF Education-EasyPost      | 1     |
| 24 | Jonas Abrahamsen       | Uno-X Mobility             | 1     |
| 24 | Alex Aranburu          | Cofidis                    | 1     |
| 24 | Kasper Asgreen         | EF Education-EasyPost      | 1     |
| 24 | Richard Carapaz        | EF Education-EasyPost      | 1     |
| 24 | Giulio Ciccone         | Lidl-Trek                  | 1     |
| 24 | Bryan Coquard          | Cofidis                    | 1     |
| 24 | Isaac Del Toro         | UAE Team Emirates XRG      | 1     |
| 24 | Nico Denz              | Red Bull-Bora-Hansgrohe    | 1     |
| 24 | Fredrik Dversnes       | Uno-X Mobility             | 1     |
| 24 | Caleb Ewan             | Ineos Grenadiers           | 1     |
| 24 | Lorenzo Fortunato      | XDS Astana                 | 1     |
| 24 | Filippo Ganna          | Ineos Grenadiers           | 1     |
| 24 | Romain Grégoire        | Groupama-FDJ               | 1     |
| 24 | Chris Harper           | Team Jayco AlUla           | 1     |
| 24 | Daan Hoole             | Lidl-Trek                  | 1     |
| 24 | Matteo Jorgenson       | Visma-Lease a Bike         | 1     |
| 24 | Victor Langellotti     | Ineos Grenadiers           | 1     |
| 24 | Paul Lapeira           | Decathlon AG2R La Mondiale | 1     |
| 24 | Paul Magnier           | Soudal Quick-Step          | 1     |
| 24 | Michael Matthews       | Team Jayco AlUla           | 1     |
| 24 | Sebastián Molano       | UAE Team Emirates XRG      | 1     |
| 24 | Ben O'Connor           | Team Jayco AlUla           | 1     |
| 24 | Oscar Onley            | Picnic PostNL              | 1     |
| 24 | Valentin Paret-Peintre | Soudal Quick-Step          | 1     |
| 24 | Jasper Philipsen       | Alpecin-Deceuninck         | 1     |
| 24 | Luke Plapp             | Team Jayco AlUla           | 1     |
| 24 | Neilson Powless        | EF Education-EasyPost      | 1     |
| 24 | Nicolas Prodhomme      | Decathlon AG2R La Mondiale | 1     |
| 24 | Iván Romeo             | Movistar Team              | 1     |
| 24 | Javier Romo            | Movistar Team              | 1     |
| 24 | Christian Scaroni      | XDS Astana                 | 1     |
| 24 | Maximilian Schachmann  | Soudal Quick-Step          | 1     |
| 24 | Mauro Schmid           | Team Jayco AlUla           | 1     |
| 24 | Magnus Sheffield       | Ineos Grenadiers           | 1     |
| 24 | Mattias Skjelmose      | Lidl-Trek                  | 1     |
| 24 | Jake Stewart           | Israel-Premier Tech        | 1     |
| 24 | Michael Storer         | Tudor Pro Cycling          | 1     |
| 24 | Rory Townsend          | Q36.5 Pro Cycling Team     | 1     |
| 24 | Ben Turner             | Ineos Grenadiers           | 1     |
| 24 | Casper van Uden        | Picnic PostNL              | 1     |
| 24 | Andrea Vendrame        | Decathlon AG2R La Mondiale | 1     |
| 24 | Ethan Vernon           | Israel-Premier Tech        | 1     |
| 24 | Carlos Verona          | Lidl-Trek                  | 1     |
| 24 | Jay Vine               | UAE Team Emirates XRG      | 1     |
| 24 | Søren Wærenskjold      | Uno-X Mobility             | 1     |
| 24 | Samuel Watson          | Ineos Grenadiers           | 1     |
| 24 | Tim Wellens            | UAE Team Emirates XRG      | 1     |

| #  | Équipe                     | Vict. |
| -- | -------------------------- | ----- |
| 1  | UAE Team Emirates XRG      | 37    |
| 2  | Lidl-Trek                  | 19    |
| 3  | Visma-Lease a Bike         | 12    |
| 4  | Soudal Quick-Step          | 12    |
| 5  | Ineos Grenadiers           | 10    |
| 6  | Red Bull-Bora-Hansgrohe    | 9     |
| 7  | Alpecin-Deceuninck         | 7     |
| 8  | EF Education-EasyPost      | 6     |
| 9  | Team Jayco AlUla           | 5     |
| 10 | Bahrain Victorious         | 3     |
| 10 | Decathlon AG2R La Mondiale | 3     |
| 10 | Uno-X Mobility             | 3     |
| 13 | Cofidis                    | 2     |
| 13 | Israel-Premier Tech        | 2     |
| 13 | Movistar Team              | 2     |
| 13 | Picnic PostNL              | 2     |
| 13 | XDS Astana                 | 2     |
| 18 | Groupama-FDJ               | 1     |
| 18 | Q36.5 Pro Cycling Team     | 1     |
| 18 | Tudor Pro Cycling          | 1     |

| #  | Pays            | Vict. |
| -- | --------------- | ----- |
| 1  | Slovénie        | 19    |
| 2  | Belgique        | 15    |
| 3  | Italie          | 13    |
| 3  | Grande-Bretagne | 13    |
| 5  | Australie       | 12    |
| 5  | Pays-Bas        | 12    |
| 7  | France          | 9     |
| 7  | Portugal        | 9     |
| 9  | Danemark        | 8     |
| 9  | Espagne         | 8     |
| 11 | États-Unis      | 7     |
| 12 | Équateur        | 3     |
| 12 | Irlande         | 3     |
| 12 | Norvège         | 3     |
| 15 | Allemagne       | 2     |
| 15 | Colombie        | 1     |
| 15 | Mexique         | 1     |
| 15 | Monaco          | 1     |
| 15 | Suisse          | 1     |